# ヴェーラ・フィグネル

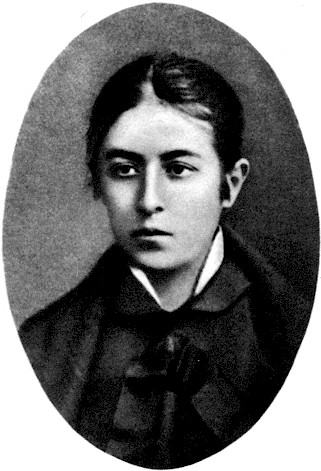
ヴェーラ・フィグネル

ヴェーラ・ニコライエヴナ・フィグネル（フィリポヴァ）（ロシア語: Вера Николаевна Фигнер (Филиппова), ラテン文字転写: Vera Nikolayevna Figner (Filippova) , 1852年6月25日 - 1942年6月15日）は、ロシアのナロードニキ。

## 生まれ
貴族であり、裕福な森林監督官の6人兄弟の長女として、カザンに生まれる。11歳から6年間、カザンの女学校で学ぶ。自由主義思想の叔父の影響で、ナロードニキ運動に傾倒。当事、ロシアでは、女性は高等教育を受ける事が許されなかった。また、海外留学も認められなかった。その為、アレクセイ・フィリッポフと偽装結婚して、スイスで薬学を学んだ。このような、留学の為の偽装結婚は、ナロードニキの理想に燃える青年男女の間では普通に行われており、禁欲的な関係である。ヴェーラは節約して、持参金をも崩して、学費と旅費に当てた。
1872年から1875年　チューリッヒ大学の薬学部に在籍。1873年　フィグネルはフリッチ・サークルに加入。それは、13人の若い急進的なロシア女性からなり、そのうちの何人かは、のちの革命組織の重要なメンバーになる（『ロシアの夜』では、ヴェーラはフリッチからは距離を置いたとされている。メンバーは妹のリジア・フィグネル）。
帝政ロシアは、それ以前から監視網を張り巡らせており、チューリッヒの女学生の政治活動を懸念して、彼女らが自由恋愛に耽り、妊娠中絶を行っていると中傷して、チューリッヒ大学からの退去命令を出す。しかし、フィグネルは学業の為にスイス領内のベルンに残る。妹リジアはパリへ。
1875年　マルク・ナタンソンは、チャイコフスキー団のモスクワ支部を援助するようフィグネルに要請。帰国したフィグネルは、その惨状に絶望。
1876年11月　名義上の夫と離婚、旧姓に戻る。チャイコフスキー団のユーリー・ボグダノヴィッチが、ナロードニキの綱領を作成。そのまま、土地と自由が結成される。
1876年12月6日　ペテルブルクにて、カザン広場のデモンストレーションに参加。工場労働者の前でプレハーノフが演説。警察の中止で、ヴェーラ、妹イフゲーニア・フィグネルの逃走。
1877年　サマラにて、医師ミハイル・ポポフとともに看護婦として医療活動に従事。
1879年　サラトフにて、イフゲーニアとともに慈善医療、慈善学校を再開。同時に、まわりの村で革命の為の宣伝活動を行う。しかし、貴族、地主、長老、警察らの圧力により、慈善学校は閉鎖に追い込まれる。
官憲の弾圧、多くのメンバーの検挙によって、慈善活動や宣伝活動に限界を感じた「人民の意志」は、テロ活動を模索する。これは、失敗に終わったが、皇帝狙撃の実行犯アレクサンドル・ソロヴィヨフの垂範による所が大きい。

## 活動
1879年6月　土地と自由のヴォロネシ会議に出席。参加者は21名、以降、サークルはテロを容認する。ヴェーラ・フィグネルも、非合法活動に踏み出す。同年、土地と自由の分裂後、人民の意志の常務会のメンバーに就任。ペテルブルク、クロンシュタット、南部で、学生、軍隊の間で宣伝活動を実行。
- 1879年11月24日　オデッサの皇帝暗殺計画が発覚、妹イフゲーニアが逮捕、流刑。
- 1880年　オデッサにて、皇帝列車爆破計画に参加。
- 1881年　ペテルブルクにて、皇帝馬車の爆破計画に参加。
- 1881年3月1日　アレクサンドル2世の暗殺に成功、オデッサに潜伏。
- 1882年　人民の意志のメンバーの多くは逮捕、収監される。フィグネル、ハリコフにて活動。

1883年2月10日　密偵の告発により、ハリコフで逮捕。アレクサンドル3世の快哉、「やれやれ、この恐ろしい女もついに捕まったか!」

## 懲役20年
ペトロパヴロフスク要塞にて20ヵ月、判決後はシュリッセリブルクにて無期懲役。ひたすら殴りつける拷問、多くの管による蒸気の拷問、電気による拷問が予想されたが、ヴェーラにそのような待遇はなかった。しかし、同志ムイシキンは過酷な拷問を受けた。ほか、発狂、自殺、病死、多数。獄中では、同志の待遇改善、殴打の禁止、食事の改善を求めて、所長に抗議している。また、禁止された読書の再開を求めて、ハンガー・ストライキを行っている。孤独と衰弱と病苦に悩まされながら、プライドは保てるような環境だったと推測される。
1904年9月29日　出獄。ニジニ・ノヴゴロドへ流刑。
1906年　渡航許可が降りる。スイスを拠点に、ロシアの政治犯救済運動を組織。フィグネル、多くのヨーロッパの都市で演説、収益を上げる。さらに、ロシアの刑務所の暴露本を、各国語で出版。1907年から1909年　社会革命党に参加。エヴノ・アゼフ・スキャンダルの後、退会。1915年　ロシアに帰国。

## 革命後
1917年に十月革命を迎えたが、フィグネルは批判した。その後、『革命家の思い出』を出版。それは、ロシアの伝記ジャンルで最高のひとつと評価される。各国語で翻訳され、彼女を世界的な有名人にした。フィグネルは、ナロードニキやロシア革命について、多くの文章を書いた。1920年代、モスクワ赤十字委員会会長を勤める。
1921年9月、ヴェーラ・フィグネルは、モスクワ赤十字委員会会長として、タンボフ州での農民反乱に対して人質政策を取るレーニンに次のような抗議を行っている。
「現在、モスクワの拘置所には、タンボフ県からの大勢の農民が入れられています。アントーノフの一団が一掃される前に、身内のために人質になっていた人たちです。ノヴォ・ペスコフ収容所には56人、セミョーノフには13人、コジュホフには295人、この中には60歳以上の男性が29人、17歳以下の若い人が158人、10歳以下が47人、1歳未満が5人います。彼らは全員、ぼろをまとい、身体の半分は裸という惨めな状態でモスクワに到着しました。よほど空腹なのか、幼い子供たちはごみの山をあさって食物を探しています。政治犯救済赤十字は、こうした人質の救済と、彼らの故郷の村への送還を請願いたします」
これは、事実上のレーニン批判である。ヴェーラ・フィグネルは、生涯、農民と労働者の側に立ち、体制を批判した。本物の貴族であり、ナロードニキ運動の代表的人物である。
詩人気質の同志ゲルマン・ロパーチンは語った。「ヴェーラは友人たちのものではない。彼女は、ロシアのものだ」。
彼女は最後までソビエト共産党には属しなかったが、共産党側はアレクサンドル2世暗殺事件の功績を讃えて彼女を含む事件の生存メンバーに年金を払い続けた（ただし、彼女の体制批判は黙殺された）。1942年にモスクワで肺炎のため死去し、ノヴォデヴィチ墓地に埋葬された。